# スペアタイヤ

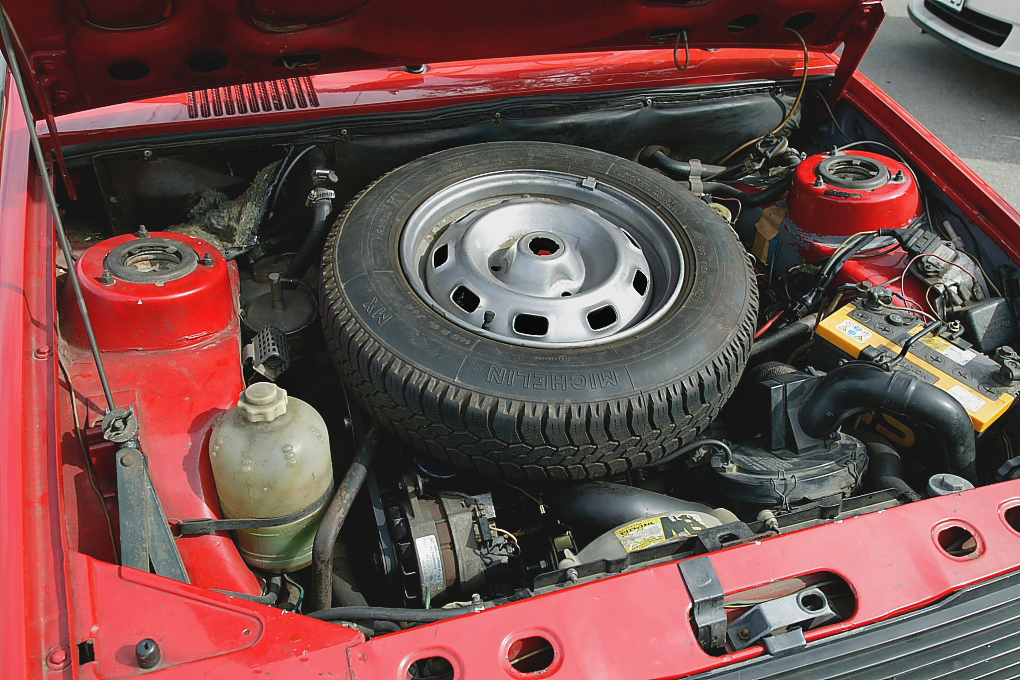
スペアタイヤをエンジンルームに収納する例。
（ルノー・14）

スペアタイヤ（英: Spare tire）は、自動車に装着されているタイヤが使用不能時に、応急的に使用するホイールに組んだ予備タイヤ。スペアタイヤを搭載する車両には、標準サイズのスペアタイヤを装備するものと径の小さい応急用タイヤ（Tタイプ応急用タイヤなど）を装備するものがある。後者はテンポラリータイヤ（temporary: 間に合わせ）、テンパータイヤともいう。

## 概要

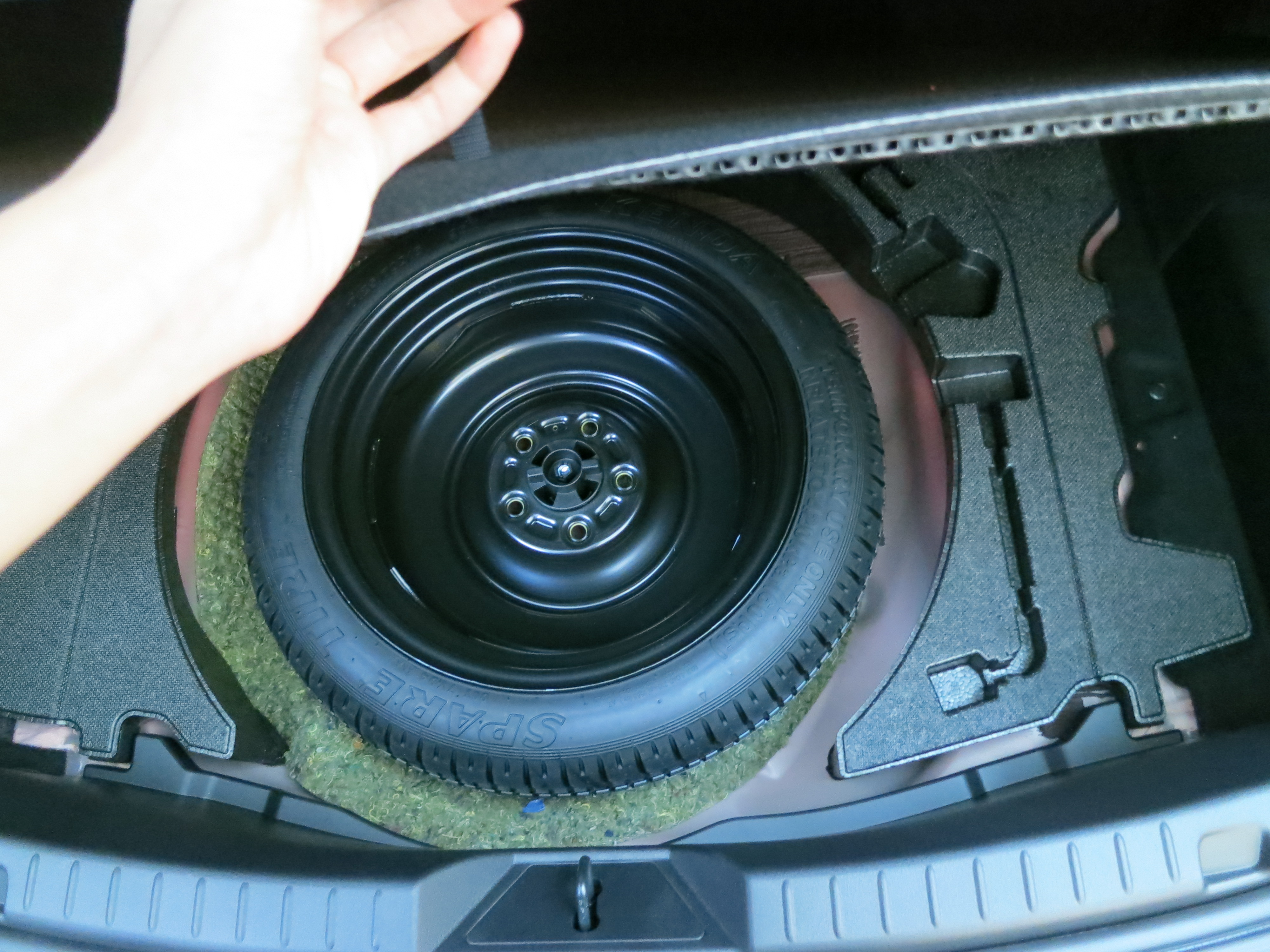
荷室下に収納されているテンパータイヤ。収納場所は交換した標準サイズのタイヤが収まる大きさとなっているため、周囲に隙間がある。

タイヤがパンクした場合、走行の継続は危険でタイヤの路上修理も難しいが、すでにホイールに組んだタイヤを積載していれば、ナットまたはボルト（主に欧州車）の締結だけで移動が可能である。
標準サイズのスペアタイヤを装備する場合、トランクルーム内の底部、車体下、エンジンルーム内、バックドアまたは背面スペアタイヤキャリアなどに装備される。応急用タイヤの場合もトランクルーム内の底部などに装備されている。
スペアタイヤの空気圧は定期的に点検することが望ましい。数年間も無点検のまま放置すると、非常時には空気が抜けていて役に立たないことがある。特にウィンドウウォッシャーの動力にスペアタイヤの空気圧を利用しているものは頻繁な点検を要する。大型自動車ではタイヤとホイールの重量も大きくなるため、緊締装置の点検も必要となる。2017年（平成29年）10月には岡山県津山市の中国自動車道で大型トラックから落下したスペアタイヤ（固定器具が錆により破断した）に乗り上げてしまった別の車2台による死亡事故が発生している。これを受けて国土交通省は、2018年（平成30年）10月1日に道路運送車両法を改正し、車両総重量8トン以上のトラック並びに乗車定員30名以上のバスに対し、3か月毎にスペアタイヤの点検を行うことを義務付けた。

## 応急用タイヤ

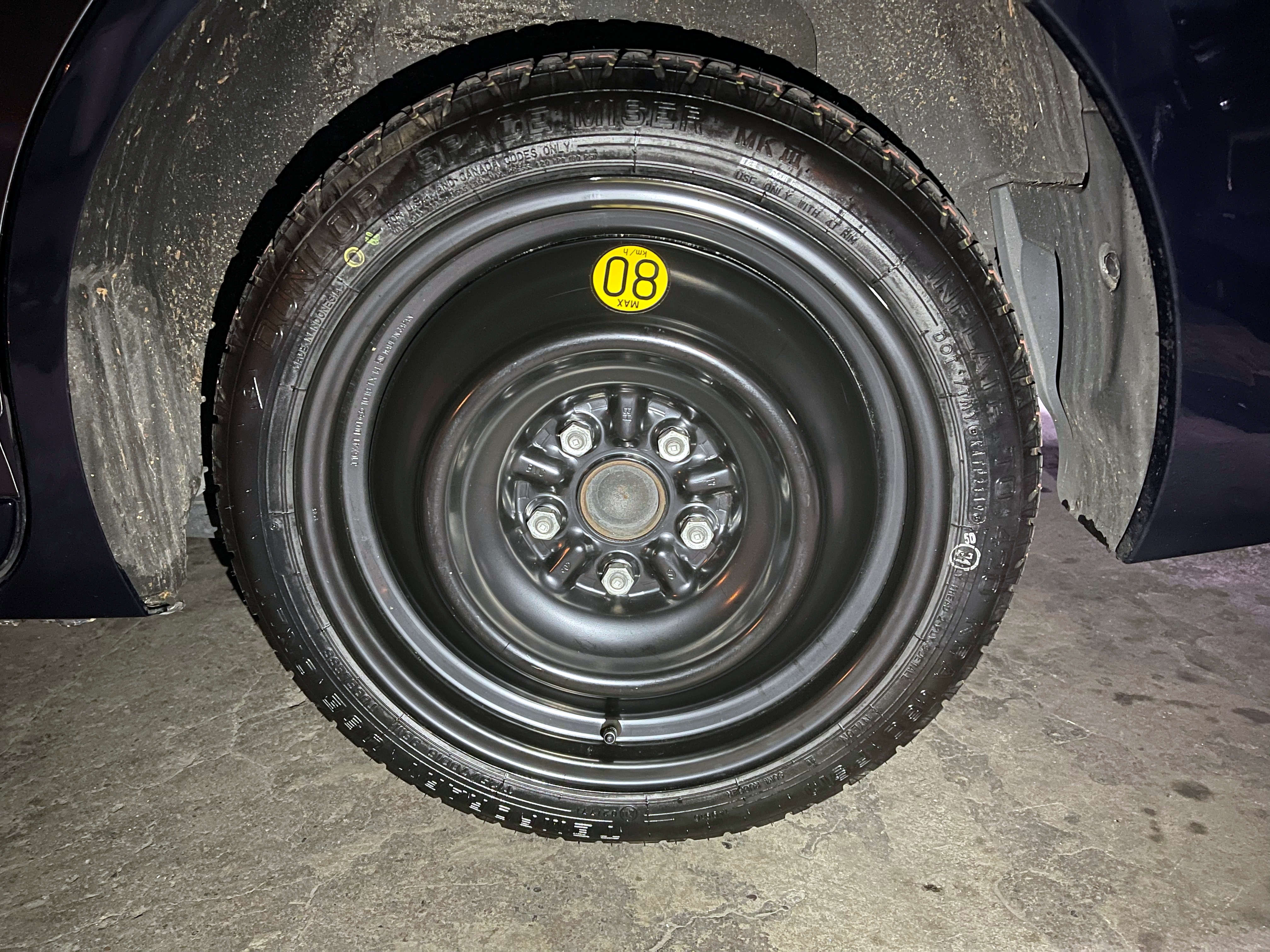
Tタイプ応急用タイヤの例
FF車（トヨタ・ジャパンタクシー）において後輪に装着されている。

応急用タイヤ（テンパータイヤ）は緊急時に応急として一時的な移動を可能にする目的で設計されている。装着タイヤよりも幅が細く、径も小さい。応急用タイヤは標準のタイヤとは構造、寸法、使用空気圧などが異なり、走行特性も劣るため走行距離や最高速度に制限がある。
Tタイプ応急用タイヤ
空気圧420kPaに調整されたタイヤ。
折りたたみ式応急用タイヤ
空気が充填されていない状態で格納されており使用時に充填するタイヤ。

### 使用方法

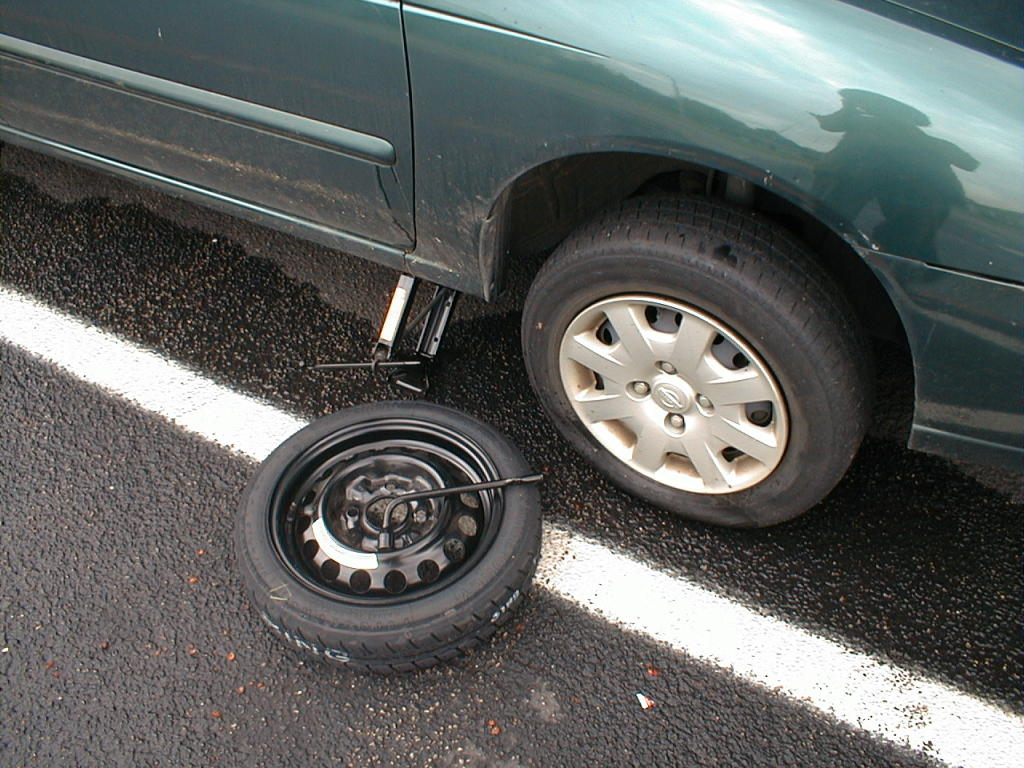
タイヤ交換

応急用タイヤは性能が低いことから、非駆動輪に用いることが原則である。
前輪駆動（FF）車は駆動輪の前輪がパンクした場合、まず後輪のタイヤを応急用タイヤに交換し、次いで外した後輪のタイヤをパンクした前輪のタイヤと交換する。
後輪駆動（FR、MR、RR）は雪道や凍結路の走行時に、応急用タイヤは細く小さいことから、制動力やコーナリングパワーに左右差が生じて車両姿勢が乱される恐れがあるので、駆動輪（後輪）への取付けが指定されている場合もある。
四輪駆動（4WD、4x4、AWD）車のうち、前後輪の回転差を吸収する装置を持たないパートタイム式の場合、外径の異なるタイヤは使えない。パートタイム式4WDで四輪駆動モードを選んだ場合、路面に合わない誤ったモードでの走行や、前後でサイズの異なるタイヤを装着して走行した場合、トランスファーのギヤオイルが加熱して車両火災に至った例があり、リミテッド・スリップ・デファレンシャル（LSD）装備車でも、左右輪に回転差がある状態が長く続くと差動装置の過熱により同様のトラブルが発生する可能性がある。
これらの注意事項は個々の車両や状況によって異なるため応急用タイヤの装着・使用はメーカー取扱説明書などで確認すべきで、応急用タイヤは車種ごとの専用品で異なる車種の転用は禁忌である。

## スペースセーバータイヤ

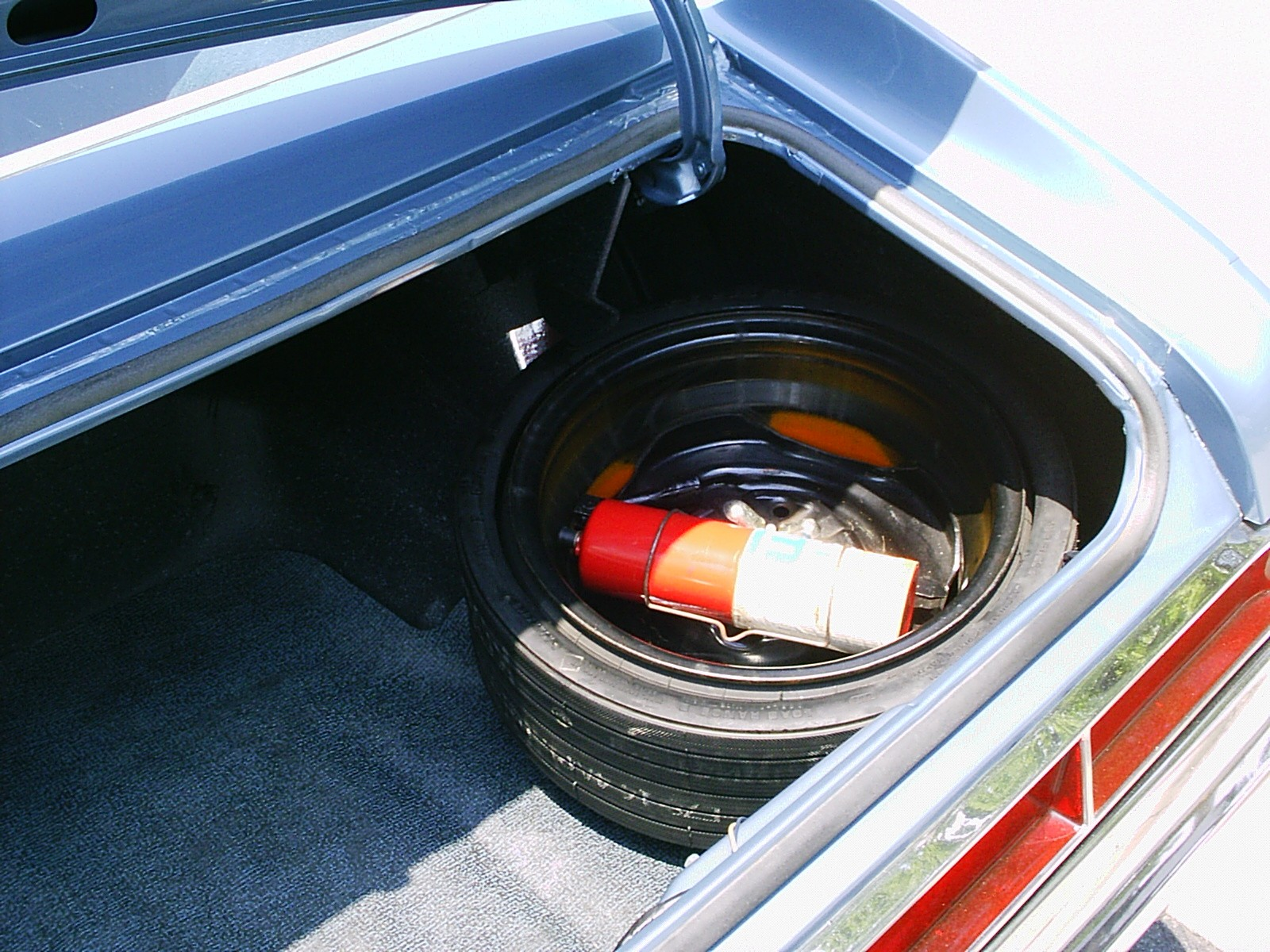
AMC・AMXのスペースセーバータイヤ。外径が異様に小さく、｢サイドウォールが折りたたまれて｣いる状況が見て取れる。

スポーツカーやGTカーなど、タイヤサイズが大きく、スペアタイヤを同サイズとすると荷室容積が圧迫される場合、スペースセーバータイヤがスペアとして用いられた。収納時には空気が抜かれてタイヤのサイドウォールが折りたたまれており、付属のエアポンプで既定値まで充填してから使用する。アメリカ車や北米市場向けの車種に見られたが、より簡便なテンパータイヤ（応急用タイヤ）の普及や、スペアタイヤレス化に伴い廃止された。

## スペアタイヤレス化

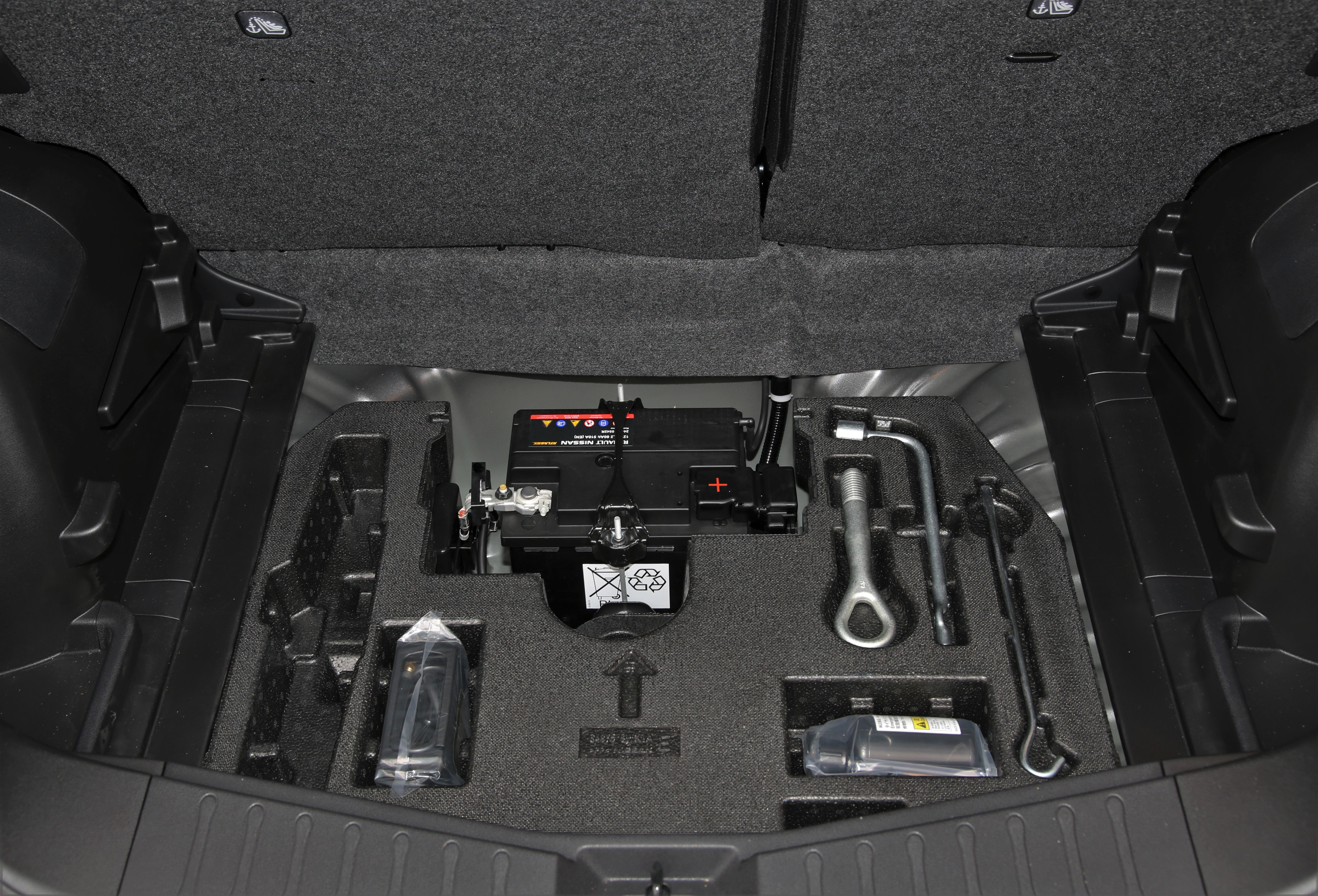
日産・ノート E12・e-POWER
ハイブリッド化に伴いスペアタイヤ搭載不能になった例。ピュアガソリン車であればスペアタイヤが収まるスペースに補機バッテリーが設置されている。

スペアタイヤ非装着化の動きをスペアタイヤレス化という。
道路環境の整備やタイヤ技術の向上などによりタイヤのパンク頻度は低くなった。そのため未使用のまま廃却されるスペアタイヤの比率も極めて高くなっている（応急用タイヤの約9割が未使用または未使用同等の状態で廃却されている）。
このほかJAFなどロードサービスの充実、移動体通信の普及、スペアタイヤ装備の車検項目の廃止、車両販売価格の低減、車内空間の効率向上や軽量化、車両仕様の差異(例えばハイブリッド化、LPG化、特装車両)による部品点数・サイズ・構成の増加・変更などの背景がある。
また、スペアタイヤへの交換に困難を感じるユーザの増加により、タイヤ交換が不要な車作りが重要と考えられるようになった。
スペアタイヤの代替設備にはランフラットタイヤやパンク応急修理用具（パンク修理キット）がある。スペアタイヤレス化によりこれらを採用してスペアタイヤを積載しない車両が増えている。
ランフラットタイヤ
パンクを生じたランフラットタイヤには走行速度や走行距離に制限がある。
パンク応急修理用具
液体ゴムなどをはじめとする充填剤をタイヤの中に注入し穴を塞ぐもの。よくある形態としては「噴出口がエアバルブと接続できるホースとなったスプレー缶の形で、充填剤とエアーの代わりになるガスを注入するタイプ（ホルツ『タイヤウェルド』など）」と、「専用の電動コンプレッサーを用いてエアーと充填剤を注入するタイプ（純正車載工具によく見られるタイプ）」がある。バルブから薬剤を充填後、速やかに走行して充填剤は遠心力でタイヤ内部に拡散させるが、トレッド面以外が損傷した場合やダメージがホイールにまで波及した場合、たとえトレッド面であってもダメージが大きすぎる場合などには効果が期待できない。さらに修理キット使用後にタイヤ交換を行う際には内部に残留・付着した修復液を処理・除去しなければならない、修復液には使用期限があるという問題も抱えている。
なおひとくちに「スペアタイヤ非装備車」と言っても「車体はスペアタイヤ搭載も視野に入れて設計されている」車種の場合、購入後であってもディーラーオプション等の形で搭載可能なケースが多々ある。

## SUV系車種におけるアイコン的存在として

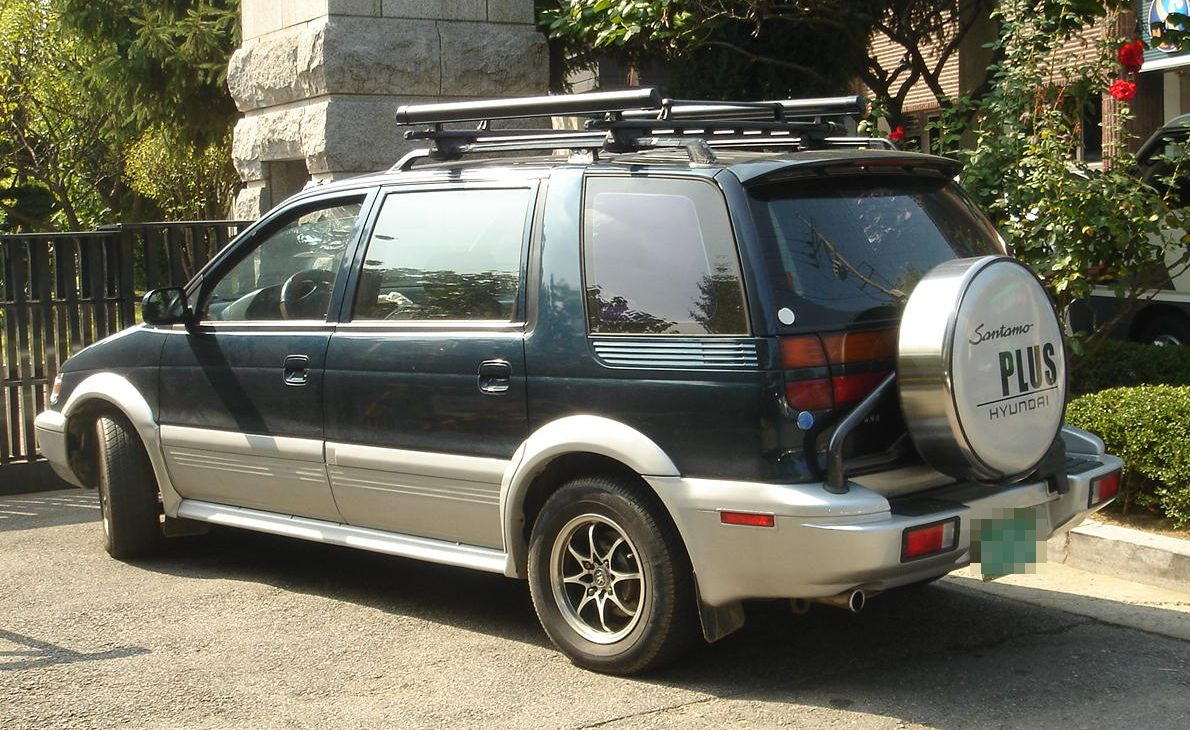
ヒョンデ・サンタモ「プラス」。
SUVでない（この場合はミニバン）車種の特定グレードのみ背面スペアタイヤが採用された例。なお、サンタモの原型であるシャリオの日本仕様にも同様の「ロード」が存在した。

現行モデルでもスポーツ・ユーティリティ・ビークル（SUV）、商用車、寒冷地仕様車などはスペアタイヤの設定が少なくない。SUV、クロスオーバーSUVなどは1990年代のRVブームのさなか、日産・ラシーン（FORZA除く）、三菱・シャリオ「ロード」、RVR「スポーツギア」、ダイハツ・ミラ「RV-4」、トヨタ・スターレット「リミックス」などが、「四輪駆動」や「RV」らしさのアイデンティティとして車両後部の背面にスペアタイヤを積載した。変わった例では、ダイハツ・ムーヴ「スローパー」は福祉車両化に伴って行き場を失ったスペアタイヤをこれらのように背負っていた。